# Blason de Pontevedra
Le blason de Pontevedra est un blason faisant appel à la symbolique d'un pont, de deux tours et d'un calvaire sur le Lérez pour représenter la ville de Pontevedra, en Espagne.

Blason de la province de Pontevedra.

## Description
Dans les armoiries de Pontevedra, il y a un pont à trois arcs d'or sur des vagues d'azur et d'argent, surmonté au centre d'une croix de calvaire d'or ; à droite, un château crénelé d'or et rehaussé de gueules ; et à gauche, une tour crénelée d'or. L'écu est timbré d'une couronne royale, bordée de gueules, ou rouge, fermée, qui est un cercle d'or, serti de pierres précieuses, composé de huit fleurons de feuilles d'acanthe, cinq visibles, interpolés de perles, et de chacune de ses feuilles sortent cinq diadèmes ajoutés de perles qui convergent dans un monde azur, avec le semi-méridien et l'équateur d'or, ajouté d'une croix d'or.

## Histoire
Il y a eu différentes variations du blason de la ville de Pontevedra à travers le temps, mais conservant toujours une trace commune. Ainsi, le principal motif sera le pont, précisément en raison de son importance à l'époque médiévale pour façonner la croissance de la ville. Le pont sera représenté à travers l'histoire avec plusieurs yeux, et flanqué sur ses côtés d'une porte avec deux grandes tours, et d'une autre porte, qui serait la porte du pont, ouverte dans les remparts de Pontevedra ; tout comme il a été dessiné par Pier Maria Baldi en 1669 dans une représentation de la ville qui est conservée dans la Bibliothèque Laurentienne à Florence.
Parfois, une croix est intégrée au milieu du pont, qui ferait allusion à une croix de Saint-Jacques et a été incluse dans le blason au début du XVIe siècle. Elle ferait référence à la situation de la ville sur le chemin du pèlerinage, en plus de son appartenance à l'archevêché de Compostelle.
La figure du pont qui apparaît sur le blason représente le pont du Bourg qui traverse le Lérez et qui est l'accès à la ville de Pontevedra sur le chemin de Saint-Jacques.

## Blason de la Province de Pontevedra
La députation provinciale de Pontevedra utilise un blason qui peut être considéré comme provincial, composé des mêmes éléments que le blason de la ville de Pontevedra mais qui en diffère par la couleur du champ, l'argent au lieu de l'azur, aussi l'eau du Lérez est représentée par l'azur et non par des vagues, et le blason est entouré de lambrequins d'or et d'azur.

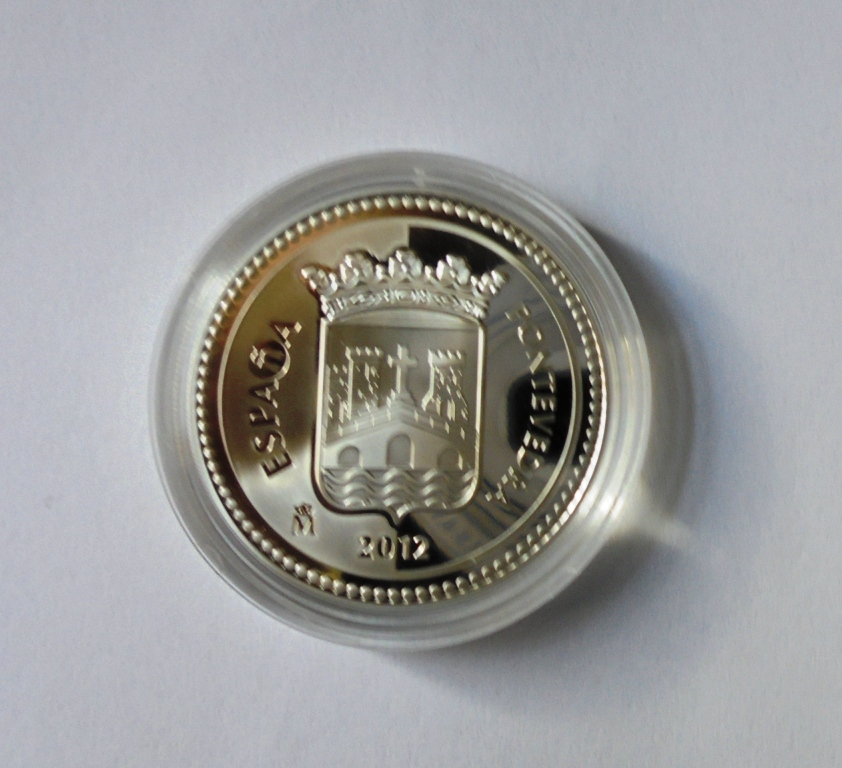
Pièce de monnaie d'Argent de la Série Capitales de Province avec les armoiries de Pontevedra